# Elecciones regionales de Junín de 2002
Las elecciones regionales de Junín de 2002 se llevaron a cabo el 17 de noviembre de 2002 para elegir al presidente regional, al vicepresidente regional y al Consejo Regional para el periodo 2003-2006. La elección se celebró simultáneamente con elecciones regionales y municipales (provinciales y distritales) en todo el Perú.

## Sistema electoral
El Gobierno Regional de Junín es el órgano administrativo y de gobierno del departamento de Junín. Está compuesto por el presidente regional, el vicepresidente regional y el Consejo Regional.
La votación del presidente, vicepresidente y consejo regional se realiza en base al sufragio universal, que comprende a todos los ciudadanos nacionales mayores de dieciocho años, empadronados y residentes en el departamento de Junín y en pleno goce de sus derechos políticos.
El Consejo Regional de Junín está compuesto por 9 consejeros elegidos por sufragio directo para un período de cuatro (4) años, en forma conjunta con la elección del presidente regional. La votación es por lista cerrada y bloqueada. Se asigna a la lista ganadora los escaños según el método d'Hondt o la mitad más uno, lo que más le favorezca.

## Partidos y candidatos
A continuación se muestra una lista de los principales partidos y alianzas electorales que participaron en las elecciones:
| Candidatura | Candidatura | Partidos y alianzas | Candidatos | Candidatos                    | Ideología                                                          | Ref. |
| ----------- | ----------- | --- | ---------- | ----------------------------- | ------------------------------------------------------------------ | ---- |
|             | APRA        | Lista - Partido Aprista Peruano (APRA) |            | Nidia Vílchez Yucra           | Aprismo                                                            |      |
|             | AP          | Lista - Acción Popular (AP) |            | Jesús Maraví Mendoza          | Humanismo Nacionalismo cívico Reformismo                           |      |
|             | UPP         | Lista - Agrupación Independiente Unión por el Perú - Frente Amplio (UPP)                                                                    |            | Luis Camborda Zamudio         | Liberalismo Progresismo Socialdemocracia                           |      |
|             | PP          | Lista - Perú Posible (PP) |            | Enith Montrevil García        | Socioliberalismo Democracia liberal Tercera vía                    |      |
|             | SP          | Lista - Somos Perú (SP) |            | Abel Arauco Camargo           | Democracia cristiana Conservadurismo social Liberalismo económico  |      |
|             | UN          | Lista - Unidad Nacional (UN) – Partido Popular Cristiano (PPC) – Solidaridad Nacional (SN) – Renovación Nacional (RN) – Cambio Radical (CR) |            | Ofir Párraga Cordero          | Democracia cristiana Conservadurismo Neoliberalismo                |      |
|             | MNI         | Lista - Movimiento Nueva Izquierda (MNI) |            | Germán Cifuentes Moya         | Marxismo-leninismo Mariateguismo Socialismo democrático            |      |
|             | APP         | Lista - Alianza para el Progreso (APP) |            | Edgardo Mosqueira Medrano     | Liberalismo económico Conservadurismo liberal Populismo de derecha |      |
|             | MAPU        | Lista - Movimiento Amplio País Unido (MAPU)                                                                                                 |            | José Molina Córdova           |                                                                    |      |
|             | TxJ         | Lista - Todos por Junín (TxJ) |            | Vladimiro Huaroc Portocarrero | Regionalismo juninense                                             |      |
|             | UxJ         | Lista - Unidos por Junín - Sierra y Selva (UxJ)                                                                                             |            | Manuel Duarte Velarde         | Regionalismo juninense                                             |      |

## Resultados

### Sumario general
|                        |                                                                  |              |              |              |            |            |  |  |
| Partidos y coaliciones | Partidos y coaliciones                                           | Voto popular | Voto popular | Voto popular | Consejeros | Consejeros |  |  |
| Partidos y coaliciones | Partidos y coaliciones                                           | Votos        | %            | ±pp          | Total      | +/−        |  |  |
|                        | Unidos por Junín - Sierra y Selva (UxJ)                          | 111,985      | 23.02        | n/a          | 6          | n/a        |  |  |
|                        | Partido Aprista Peruano (APRA)                                   | 98,280       | 20.21        | n/a          | 1          | n/a        |  |  |
|                        | Todos por Junín (TxJ)                                            | 97,214       | 19.99        | n/a          | 1          | n/a        |  |  |
|                        | Unidad Nacional (UN)                                             | 53,720       | 11.04        | n/a          | 1          | n/a        |  |  |
|                        | Perú Posible (PP)                                                | 30,143       | 6.20         | n/a          | 0          | n/a        |  |  |
|                        | Acción Popular (AP)                                              | 28,634       | 5.89         | n/a          | 0          | n/a        |  |  |
|                        | Agrupación Independiente Unión por el Perú - Frente Amplio (UPP) | 22,685       | 4.66         | n/a          | 0          | n/a        |  |  |
|                        | Somos Perú (SP)                                                  | 16,743       | 3.44         | n/a          | 0          | n/a        |  |  |
|                        | Movimiento Nueva Izquierda (MNI)                                 | 11,963       | 2.46         | n/a          | 0          | n/a        |  |  |
|                        | Alianza para el Progreso (APP)                                   | 8,344        | 1.72         | n/a          | 0          | n/a        |  |  |
|                        | Movimiento Amplio País Unido (MAPU)                              | 6,696        | 1.38         | n/a          | 0          | n/a        |  |  |
|                        |                                                                  |              |              |              |            |            |  |  |
| Total                  | Total                                                            | 486,407      |              |              | 9          | ±0         |  |  |
|                        |                                                                  |              |              |              |            |            |  |  |
| Votos válidos          | Votos válidos                                                    | 486,407      | 85.22        | n/a          |            |            |  |  |
| Votos en blanco        | Votos en blanco                                                  | 34,637       | 6.07         | n/a          |            |            |  |  |
| Votos nulos            | Votos nulos                                                      | 49,702       | 8.71         | n/a          |            |            |  |  |
| Votos emitidos         | Votos emitidos                                                   | 570,746      | 81.96        | n/a          |            |            |  |  |
| Abstenciones           | Abstenciones                                                     | 125,649      | 18.04        | n/a          |            |            |  |  |
| Votantes registrados   | Votantes registrados                                             | 696,395      |              |              |            |            |  |  |
|                        |                                                                  |              |              |              |            |            |  |  |
| Fuente:                |                                                                  |              |              |              |            |            |  |  |

### Autoridades electas
| Cargo                            | Autoridad electa | Autoridad electa            | Partido político | Partido político                  |
| -------------------------------- | ---------------- | --------------------------- | ---------------- | --------------------------------- |
| Presidente Regional de Junín     |                  | Manuel Duarte Velarde       |                  | Unidos por Junín - Sierra y Selva |
| Vicepresidente Regional de Junín |                  | Miguel García Ramos         |                  | Unidos por Junín - Sierra y Selva |
| Consejero Regional de Junín      |                  | César Espinoza Sueldo       |                  | Unidos por Junín - Sierra y Selva |
| Consejero Regional de Junín      |                  | Pedro Galarza Cuervo        |                  | Unidos por Junín - Sierra y Selva |
| Consejero Regional de Junín      |                  | Ciro Quispe Galván          |                  | Unidos por Junín - Sierra y Selva |
| Consejera Regional de Junín      |                  | Yesica Gómez Herrera        |                  | Unidos por Junín - Sierra y Selva |
| Consejero Regional de Junín      |                  | Teobaldo Samaniego Hurtado  |                  | Unidos por Junín - Sierra y Selva |
| Consejero Regional de Junín      |                  | Rufino Meza Montalvo        |                  | Unidos por Junín - Sierra y Selva |
| Consejero Regional de Junín      |                  | Luis Caballero Grandes      |                  | Partido Aprista Peruano           |
| Consejero Regional de Junín      |                  | José Calmell del Solar Díaz |                  | Todos por Junín                   |
| Consejero Regional de Junín      |                  | Jairo Novoa Flores          |                  | Unidad Nacional                   |